# Tamáska Péter
Tamáska Péter (Kassa, 1942. április 11. – 2021. április 22. vagy előtte) magyar történész, szociológus és tanár. Kutatási területe a börtönügy.

## Életpályája
Eredeti neve Heinrich volt. Felmenői közé anyai ágon olyan kassai „gründoló” családok tagjai tartoztak, mint a Vizyek és a Sztudinkák. A Heinrichek resicai (dognácskai) vasas család. Édesapja, Heinrich Jenő a Felvidék visszacsatolása után a kassai közélet ismert szereplője, a kulturális élet mecénása, aki 1944-ben bevonul, 1945 után pedig egy fél évre internálják. 1965-ben bekövetkezett haláláig segédmunkás volt. A család menekültként 1945-ben került Budapestre. Édesanyja, Göbel Edit az Akadémiai Kiadó szótárszerkesztője volt: többek közt a szlovák-magyar kisszótár elkészítése fűződik a nevéhez. Pétert anyja második férje, Tamáska János építész 1954-ben fogadta örökbe. A Toldy Gimnáziumban érettségizett, 1967-ben fejezte be az ELTE BTK történelemtanári szakán.
Jelentős a Felvidékkel kapcsolatos publicisztikája. Rendszerváltás után hivatalosan visszavette az eredeti családnevet is, a Heinrichet, de publicisztikájában változatlanul a Tamáskát használja.
Nős, házastársa Csepreghy Margit, két fia és egy lánya továbbá négy unokája van. Három gyermeke közül Tamáska Orsolya régész, a késő római kor és a népvándorlás korának kutatója, több könyve jelent meg, a lipcsei egyetem Kelet_Közép-Európa Intézetének munkatársa. Kisebbik fia, Máté település-szociológus, a családi gyökereknek is köszönhetően terjedelmes monográfiát jelentetett meg Kassa-vidék városkáinak és falvainak arculatváltozásairól, az ötvenes évek elejének telepes falvairól, egyik monográfiája pedig Torockóról szól. A nagyobb fiú, Péter, angol fordító és weboldal készítő. Négy unokája:Tamáska Dorka, Tamáska Sára, Tamáska Janka, Tamáska Borbála.

## Tudományos és társadalmi tevékenysége
A nyolcvanas években volt tanáránál, Antall Józsefnél dolgozott főlevéltárosként, aztán 1984-től az Új Magyar Központi Levéltárban, amely a rendszerváltás után az Országos Levéltár része lett. 1988-ban szerezte meg a kandidátusi címet. 1993-ban megrendezte a Pártállamiság negyven éve című kiállítást, amely a frissen átadott pártiratok alapján mutatta be a Rákosi-korszak Központi Vezetőségének és a Kádár-korszak Politikai Bizottságának a működését. A börtönök történetével foglalkozó írásai főleg a Magyar Nemzetben, a Demokratában, a Börtön Újságban és a Börtönügyi Szemlében jelentek meg. 1988-ban jött ki Márianosztrai panoptikum című könyve, amely 1858-tól, alapításától kísérte végig a híres női, majd 1950-től az ÁVH által férfi börtönné átalakított büntetésvégrehajtási intézet történetét, az 1956-os forradalom 50. évfordulóján pedig a Politikai elítélt kerestetik című monográfiája az 1945 és 1990 közötti börtönvilágról adott hírt. 2002-ben lett nyugdíjas. Keszthelyre költözése után (2007) is megmaradt a sajtóban: a Magyar Hírlap állandó külső munkatársa. Alapító tagja a negyedszázada létrejött Börtönügyi Társaságnak.

## Művei
- Márianosztrai panoptikum. Pallas, 1988
- Börtöntörténelem. 183 részes sorozat a BV hetilapjában 2000 áprilisától 2003 decemberéig
- A társadalom börtönnel való megnevelése. In: Variációk, Piliscsaba, 2004 (M. Kiss Sándor köszöntésére megjelent tanulmányok)
- Politikai elítélt kerestetik. Börtönök Magyarországon, 1945–1990; Mundus, Bp., 2006
- Kis magyar börtöntörténelem. Unicus, 2013
- Kis magyar börtöntörténelem; Unicus Műhely, Bp., 2013 (az országos börtönök története a kiegyezéstől napjainkig)
- Kádári börtönvilág; in: Gellértkonferenciák, 2014 (Kommunizmus Bűnei Alapítvány kiadása)
- Egy világváros három börtöne : a Fővárosi Büntetés-végrehajtási Intézet története. Unicus, 2017
- Mi, trianonidák. Unicus Műhely, 2019
- Keszthely. Régiségek, furcsaságok, nyáröröm; Kairosz, Bp., 2020 (Féltett kishazák sorozat; 20.)
- Trianon előszele: márciusi vihar. Unicus Műhely, 2020

## Fordítói tevékenysége
- Petr Čornej – Ivana Čornejová – Pavel Hrochová – Jan P. Kučera – Jan Kumpera – Vratislav Vaníček – Vít Vlnas: Európa uralkodói (Evropa králů a císarů. Významní panovnící a vládnoucí dynastie od 5. století do současnosti, Prága, 1997); Magyar kiadás: MÆCENAS Könyvkiadó, 1999, fordította Tamáska Péter, ISBN 963-645-053-6, ill. ISBN 963-203-017-6

## Forgatókönyvei
Elkészült dokumentumfilmekhez.
- Börtönvilág Magyarországon, 1945-1990, MTV1
- Magyar rab-szódia, 1997, Duna TV (A rendszerváltás börtönvilága)
- Virrasztótűz, 2003, Dunatáj Alapítvány (Hamusics János története)
- Égre nyíló börtönkapuk, 2006, Dunatáj (56-os rabszabadítások)

## ATrianoni Szemlébenmegjelent publikációk
- Két nép – Két csillagzat alatt. Trianoni Szemle I. évfolyam, Bp., Trianon Kutatóintézet, 2009. április–június 70- 80 o.[2] HU ISSN 2060-2502
- Börtönvilág a dualizmus korában. Trianoni Szemle IV. évfolyam, Bp., Trianon Kutatóintézet, 2012. január-december (összevont szám), 136-143. o.[3] HU ISSN 2060-2502
- Kassa, Cassovia. Trianoni Szemle V. évfolyam, 2013/ 1-2. szám (dupla szám), Bp., Trianon Kutatóintézet, 2013. január-június 45-53. o.[4] HU ISSN 2060-2502
- A büntetés-végrehajtás Országos Parancsnoksága a diktatúra kiépítése és a megtorlások idején Trianoni Szemle V. évfolyam, 2013 /3-4. szám (dupla szám), Bp., Trianon Kutatóintézet, 2013. július-december 126-133. o.[5] HU ISSN 2060-2502
- Szócikk 1914-ből gordonkakísérettel Trianoni Szemle VI. évfolyam, 2014/ 3-4. szám (dupla szám), Bp., Trianon Kutatóintézet, 2014. július-december 54-60. o.[6] HU ISSN 2060-2502
- Egy féltett kishaza Trianoni Szemle VI. évfolyam, 2014/ 3-4. szám (dupla szám), Bp., Trianon Kutatóintézet, 2014. július-december 171-173. o.[6] HU ISSN 2060-2502
- Krúdy a, a krónikás Trianoni Szemle VII. évfolyam, 2015, Bp., Trianon Kutatóintézet, 2015 Évkönyv 237-243. o.[7] HU ISSN 2498-4647
- Tisza, Ady és Gogol világlátása Trianoni Szemle VIII. évfolyam, 2016, Bp., Trianon Kutatóintézet, 2016; Évkönyv 258–265. o.